# We Interrupt This Program
«We Interrupt This Program» (en español, «Interrumpimos este programa») es el cuarto episodio de la miniserie de televisión estadounidense WandaVision, basada en los personajes Wanda Maximoff / Bruja Escarlata y Visión de Marvel Comics. Sigue a varios agentes del gobierno mientras investigan por qué y cómo Wanda y Visión están viviendo una vida idílica de sitcom en el pueblo de Westview. El episodio está ambientado en el Universo cinematográfico de Marvel (UCM), compartiendo continuidad con las películas de la franquicia. Fue escrito por Bobak Esfarjani y Megan McDonnell, y dirigido por Matt Shakman.
Paul Bettany y Elizabeth Olsen retoman sus respectivos papeles de Visión y Wanda Maximoff de la saga cinematográfica, protagonizando junto a Teyonah Parris, Randall Park, Kat Dennings y Kathryn Hahn. Shakman se incorporó a la serie en agosto de 2019. El episodio es el primero que muestra los eventos de la serie desde el mundo real del UCM en lugar de hacerlo desde dentro de la realidad de sitcom de Wanda. La filmación tuvo lugar en el área metropolitana de Atlanta, incluyendo Pinewood Atlanta Studios, y en Los Ángeles.
«We Interrupt This Program» se estrenó en Disney+ el 29 de enero de 2021. La crítica lo alabó por responder a algunos de los misterios de la serie, y también destacó la escena de apertura, así como las actuaciones de Parris, Park y Dennings.

## Trama
La capitana Monica Rambeau, agente de S.W.O.R.D., vuelve a la vida tras el Blip para descubrir que su madre, María, ha muerto de cáncer tres años antes. Tres semanas más tarde, Monica vuelve al trabajo y el director en funciones de S.W.O.R.D., Tyler Hayward, le dice que solo se dedicará a misiones terrestres, tal y como le indicó su madre antes de morir. Posteriormente es enviada a ayudar al agente del FBI Jimmy Woo en un caso de personas desaparecidas en Westview (Nueva Jersey). Hablan con dos policías de Eastview, que insisten en que Westview no existe, a pesar de la presencia del pueblo detrás de ellos. Woo le explica a Monica que no puede entrar físicamente debido a una fuerza desconocida. Descubren un campo CMBR estático hexagonal que rodea el pueblo, al que Monica es arrastrada. En 24 horas, S.W.O.R.D. establece una base a su alrededor y envía drones para investigar.
La Dra. Darcy Lewis, experta en astrofísica, recibe el encargo de estudiar el fenómeno y descubre señales de emisión del sitcom WandaVision utilizando televisores antiguos. Utilizan estas señales para observar los acontecimientos dentro del pueblo, y descubren que los verdaderos residentes han sido «encasillados» como personajes, que Monica se ha disfrazado de «Geraldine», y que Visión está vivo en el sitcom a pesar de haber muerto cinco años antes. Darcy y Woo intentan sin éxito utilizar la radio para contactar con Wanda Maximoff. Mientras tanto, mientras el Agente Franklin se arrastra por el sistema de alcantarillado hasta Westview, su traje de contención se transforma en un atuendo de apicultor, y su atadura se desprende y se convierte en una cuerda para saltar. Cuando Monica menciona a Ultrón, Wanda la expulsa del pueblo. Durante esto, Darcy y Woo descubren que la emisión está siendo censurada. La ilusión de sitcom desaparece y Wanda ve a su marido Visión aparecer como cuando murió. Horrorizada, restaura la ilusión. Mientras tanto, Monica se despierta en la base de S.W.O.R.D. y afirma que Wanda está controlándolo todo.

## Producción

### Desarrollo
En octubre de 2018, Marvel Studios estaba desarrollando una serie limitada protagonizada por la Wanda Maximoff de Elizabeth Olsen y el Visión de Paul Bettany de las películas del Universo cinematográfico de Marvel (UCM). En agosto de 2019, Matt Shakman fue contratado para dirigir la miniserie. Shakman y la guionista principal Jac Schaeffer producen de forma ejecutiva junto a Kevin Feige, Louis D'Esposito y Victoria Alonso de Marvel Studios.: 50  Feige describió la serie como parte «sitcom clásica» y parte «epopeya de Marvel». El cuarto episodio, titulado «We Interrupt This Program», fue escrito por Bobak Esfarjani y Megan McDonnell, y cambia la perspectiva de la serie a fuera de la realidad de sitcom de los episodios anteriores.

### Escritura
Tras el estreno de los tres primeros episodios de la serie, Schaeffer dijo que pronto tendrían que dar respuestas a las preguntas para aclarar los acontecimientos de esos episodios, y Olsen dijo que el cuarto supondría «todo un cambio. Es un cambio de perspectiva muy divertido y creo que se entienden muchas cosas en ese momento». Schaeffer explicó que la idea central de que Wanda fuera la responsable de la realidad de la serie era un concepto sencillo, y pensó que sería satisfactorio para los fanáticos introducirlo primero como un misterio antes de explicar la historia desde la perspectiva de Monica Rambeau y S.W.O.R.D. en el cuarto episodio. Reconoció que esto lo convertía en un «enorme volcado de información» para la audiencia, pero esperaba que todas las respuestas ayudaran a los espectadores a ver el resto de la serie como un «viaje emocional y psicológico, en lugar de un misterio furtivo todo el tiempo».
El episodio comienza mostrando la experiencia de Monica al volver a la vida tras el Blip, debido a los acontecimientos de Avengers: Endgame (2019). Schaeffer dijo que esta secuencia era una forma concisa de establecer el tono para el resto del episodio, establecer cuándo se establece la serie dentro de la línea de tiempo más grande del UCM, y profundizar en el personaje de Monica al establecerla en un «camino difícil». Como parte de este último punto, los guionistas decidieron revelar que la madre de Monica, María, ha muerto durante el tiempo en que Monica había desaparecido, lo que Schaeffer dijo que fue una decisión difícil de tomar debido a su fuerte sentimiento hacia María por su aparición en la película Capitana Marvel (2019), así como por la relación entre Monica y María. Después de muchas conversaciones sobre cómo retratar a las personas que regresan del Blip, los guionistas y productores decidieron ambientar la secuencia en un hospital como un lugar interesante para representar lo aterrador y la confusión del evento desde la perspectiva de Monica. Esto es diferente a la representación del Blip en Spider-Man: lejos de casa (2019), que tenía un tono más cómico, y Schaeffer explicó que Marvel Studios estaba feliz de que el tono de la serie fuera diferente siempre que los visuales de la secuencia coincidieran con los vistos en Far From Home.
Para S.W.O.R.D. y su base en las afueras de Westview, Schaeffer se vio influenciada por la película La llegada (2016). También se inspiró en series con cambios estructurales para alejar este episodio de los homenajes a sitcoms y ofrecer respuestas y una perspectiva diferente; ejemplos de estas series y episodios influyentes son Russian Doll y su cuarto episodio «Alan's Routine», el sexto episodio de Escape at Dannemora, el episodio de Girls «The Panic at Central Park» y Lost. Monica, Jimmy Woo y Darcy Lewis representan a los espectadores de la serie, ya que están viendo la sitcom ficticia WandaVision y tienen preguntas similares a las de los espectadores de los tres primeros episodios. Schaeffer describió a Woo y Lewis como «personajes de ayuda» con papeles secundarios en las películas del UCM, y expresó su emoción por poder pasar más tiempo con ellos en este episodio que el que se hizo en las películas.

### Casting
El episodio está protagonizado por Paul Bettany como Visión, Elizabeth Olsen como Wanda Maximoff, Teyonah Parris como Monica Rambeau, Randall Park como Jimmy Woo, Kat Dennings como Darcy Lewis y Kathryn Hahn como Agnes.: 29:38–29:55  También aparecen Josh Stamberg como el director de S.W.O.R.D. Tyler Hayward, Alan Heckner como el Agente Monti, Selena Anduze como la Agente Rodríguez, Lana Young como la Dra. Highland y Zac Henry como el Agente Franklin / el apicultor. Al principio del episodio se escucha un archivo de audio de la película Capitana Marvel de Brie Larson como Carol Danvers / Capitana Marvel hablando con una joven Monica Rambeau.

### Filmación y efectos visuales
La filmación en el estudio de grabación tuvo lugar en Pinewood Atlanta Studios en Atlanta (Georgia), con Shakman como director y Jess Hall como director de fotografía. También se llevó a cabo en el área metropolitana de Atlanta, mientras que la filmación en exteriores y en estudios tuvo lugar en Los Ángeles cuando la serie reanudó su producción después de estar en pausa debido a la pandemia de COVID-19.: 50  A Dennings le resultaba difícil actuar con los monitores que se veían en el episodio, ya que solo sabía a grandes rasgos lo que se iba a mostrar en ellos, y las imágenes reales se añadían en la posproducción. Creía que los actores trataban de imaginarse las imágenes, lo que ayudaba a la sensación de estar resolviendo un misterio. Los efectos visuales fueron creados por The Yard VFX, Industrial Light & Magic, Rodeo FX, Monsters Aliens Robots Zombies, Framestore, Cantina Creative, Perception, RISE, Digital Domain y SSVFX.: 31:54–32:10 

### Música
El compositor Christophe Beck dijo que, como fanático de Marvel, la secuencia de apertura le puso la piel de gallina cuando la vio por primera vez, y que estaba satisfecho con la intensidad de la música que escribió para la escena y cómo «sacaba a relucir el caos de ese momento». En el episodio aparece «Voodoo Child (Slight Return)» de The Jimi Hendrix Experience. El 5 de febrero de 2021, Marvel Music y Hollywood Records lanzaron una banda sonora para el episodio, con la partitura de Beck.
| N.º   | Título                        | Duración |  |
| 1.    | «The Awakening»               | 2:19     |  |
| 2.    | «Three Weeks Later»           | 2:17     |  |
| 3.    | «Westview»                    | 2:42     |  |
| 4.    | «S.W.O.R.D.»                  | 1:01     |  |
| 5.    | «The Players»                 | 2:02     |  |
| 6.    | «Stay Tuned»                  | 2:28     |  |
| 7.    | «Everything Is Under Control» | 1:01     |  |
| 8.    | «Mission Failure»             | 1:48     |  |
| 9.    | «Who Are You?»                | 2:35     |  |
| 18:13 |                               |          |  |

## Mercadotecnia
Después de que el episodio se lanzara, Marvel publicó un póster con los personajes y los acontecimientos representados en «We Interrupt This Program». Ray Flook, de Bleeding Cool, consideró que el diseño del póster mostraba «los muros entre realidades... que se desmoronan más rápido de lo que Wanda puede arreglarlos». Adam Barnhardt, de Comicbook.com, opinó que el papel pintado con patrones florales en el centro del póster, entre Visión y Agnes, parecía «una cara malvada distorsionada», y especuló con que podría tratarse de un guiño a Mefisto, dado que el diseño tenía el «pelo y la capucha clásicos» del personaje. Barnhardt también señaló que el papel pintado se había utilizado en anteriores pósteres de la serie, pero que esta disposición de las flores no se había visto antes. Math Erao, de Comic Book Resources, destacó el personaje escondido entre Agnes y Jimmy Woo, que probablemente era el Agente Franklin, cuestionando por qué ese personaje estaría tan oculto cuando los otros agentes de S.W.O.R.D. en el fondo estaban más definidos. También tras el estreno, Marvel anunció mercancía inspirada en el episodio como parte de su promoción semanal «Marvel Must Haves», incluyendo camisetas, accesorios, artículos para el hogar y joyas, centrados en S.W.O.R.D. y Monica Rambeau. En marzo de 2021, Marvel se asoció con el cocinero Justin Warner para lanzar una receta de Darcy's All-Nighter Noodle Cup basada en el vaso de fideos que Darcy come en el episodio.

## Lanzamiento
«We Interrupt This Program» se estrenó en Disney+ el 29 de enero de 2021.

## Recepción

### Respuesta crítica
El sitio web agregador de reseñas Rotten Tomatoes informó de un índice de aprobación del 91%, basándose en 22 reseñas con una calificación media de 8,21/10. El consenso crítico del sitio dice: «‹We Interrupt This Program› se aleja de Westview para dar a la excelente Monica Rambeau de Teyonah Parris un poco de historia de fondo, a la vez que introduce algunas caras conocidas al mundo de WandaVision».
Stephen Robinson, de The A.V. Club, calificó el episodio con una «A−» y consideró que aportaba respuestas y aumentaba el suspenso. Lo comparó con The X-Files y con el episodio «Living in Harmony» de The Prisoner. El hecho de que Visión aparezca muerto hizo que Robinson diera un «suspiro de horror», y sintió que la imagen «golpea aún más fuerte después de ver a un Visión divertido y adorable en los últimos tres episodios». Matt Purslow, de IGN, cree que el título del episodio, «We Interrupt This Program», es una descripción muy acertada y una «declaración». Dijo que saber que Wanda había creado la realidad para lidiar con su dolor se alineaba con muchas de las teorías de la serie de cara a su estreno, y dijo que la revelación fue «fuertemente presentada», señalando que la representación de Olsen de una Wanda más oscura era similar a cuando se enfrentó a Thanos en Avengers: Endgame. Purslow disfrutó viendo a Monica Rambeau, Darcy Lewis y Jimmy Woo interactuar para resolver el misterio, así como las otras referencias al UCM. Purslow le dio un 8 de 10.
Alec Bojalad, de Den of Geek, describió el episodio como «salvajemente emocionante y entretenido» y el más coherente de la serie hasta el momento, lo que, en su opinión, lo convierte en el mejor. Bolalad destacó las actuaciones de Park y Dennings, y le dio 4,5 de 5 estrellas. Christian Holub, de Entertainment Weekly, también consideró que el título era perfecto. Su colega Chancellor Agard dijo que el episodio era el que había estado esperando debido a su enfoque en Darcy y Jimmy, y sintió que Dennings volvió a su papel sin esfuerzo. Agard dijo que normalmente no era un fanático de los episodios que recapitulan eventos pasados como este, pero que lo disfrutó porque significaba que la serie no estaba ocultando información básica a la audiencia durante demasiado tiempo y también que los misterios no eran «el punto». Escribiendo para /Film, Evan Saathoff se mostró positivo por el hecho de que el episodio «rompe con todo», pero se mostró decepcionado por el hecho de que el formato de sitcom de la serie probablemente no se mantenga por mucho tiempo más. Richard Newby, de The Hollywood Reporter, alabó el crecimiento de los personajes de Darcy y Jimmy desde sus últimas apariciones en Thor: The Dark World (2013) y Ant-Man and the Wasp (2018), respectivamente, que vinieron de la mano de la narrativa de largo recorrido del UCM.
Abraham Riesman, de Vulture, se sintió decepcionado al saber que la realidad de sitcom era creada por Wanda, y no se le hacía a ella, lo que le pareció la «salida fácil con este rico y fascinante personaje» y fue una «elección aburrida y predecible, por no mencionar que es cuestionable por motivos de estereotipo de género». También consideró que los chistes no tenían sentido y eran una parodia del humor del UCM». Riseman calificó al episodio con 3 de 5 estrellas.

### Análisis
James Whitbrook, de io9, dijo que la escena inicial, en la que Monica Rambeau regresa del Blip, era brillante y lo más cercano a terror que había hecho Marvel Studios. Whitbrook la contrastó con lo que se mostró del Blip en Spider-Man: Far From Home, que jugó con el momento para un efecto cómico, señalando en cambio la naturaleza claustrofóbica, la confusión de Monica, y el paisaje sonoro de la escena de gritos contra el sonido de los latidos del corazón de Monica. Consideró que la escena establecía el estado de ánimo de Monica para el resto de la serie y también reflejaba el cambio de tono de WandaVision, que pasaba de los homenajes a sitcoms a la «realidad oscura y descarnada». Newby creía que la escena ofrecía una nueva perspectiva del Blip respecto a lo visto en Far From Home, y abría «innumerables posibilidades narrativas» para el UCM con un «nuevo statu quo, nuevos organismos de poder, nuevos adversarios y caras secundarias conocidas listas para emerger como héroes más prominentes». Dijo que el Blip fue la mayor decisión narrativa del UCM desde que Nick Fury apareció en la escena poscréditos de Iron Man (2008).
Newby dijo que tener a Monica, Darcy y Jimmy como sustitutos para el público en el episodio mostró lo mucho que el UCM había cambiado para sus personajes humanos, no superhéroes. Margaret David, de Comic Book Resources, describió el papel de los tres personajes en este episodio como un «descarado reconocimiento de la fanaticada». David destacó la transición de Darcy de descubrir la emisión de WandaVision con astrofísica a ver la serie ficticia y convertirse en «todo teórico en Reddit buscando las pistas», así como el uso de Jimmy de una pizarra y un muro de chinchetas para organizar la información, que es estándar en los procedimientos policiales pero que en este caso es «reconocible como todo Youtuber de Marvel desglosando las preguntas de los espectadores». David dijo que esto era «metaficción de siguiente nivel», y lo comparó con una escena en el episodio «Sweet Dee Has a Heart Attack» de It's Always Sunny in Philadelphia, que también fue dirigido por Shakman. Ese episodio es la fuente de un famoso meme en el que el Charlie Kelly de Charlie Day gesticula salvajemente en una pizarra similar.